# Andy Kaufman

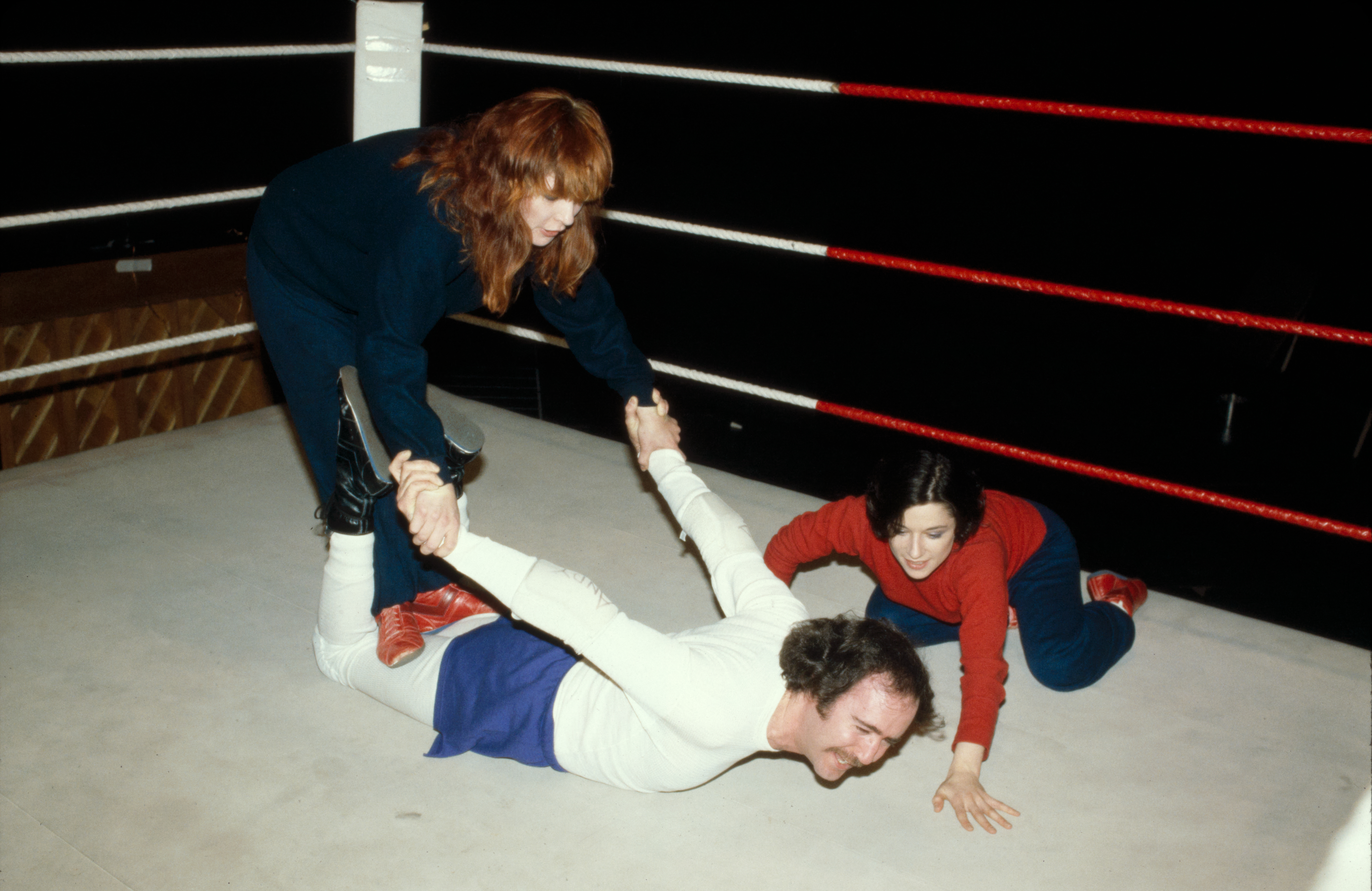
Andy Kaufman beim Wrestling mit zwei Frauen (1983)

Andrew Geoffrey „Andy“ Kaufman (* 17. Januar 1949 in New York City; † 16. Mai 1984 in Los Angeles) war ein US-amerikanischer Entertainer und Performance-Künstler. Er sah sich selbst nicht als traditionellen Komiker, sondern unterhielt stattdessen mit „Anti-Humor“ und „absurder Performance-Kunst“.

## Jugend und Anfänge als Komiker
Andrew Geoffrey Kaufman wurde am 17. Januar 1949 in New York City geboren. Im Alter von sieben Jahren begann er, im kleinen Rahmen aufzutreten. Er besuchte das Graham Junior College in Boston und schloss dieses 1971 ab. Danach widmete er sich seiner Karriere. Er trat zunächst in kleineren Clubs und Bars entlang der Ostküste als Stand-up-Komiker auf.

## Kaufmans Rollen (Auswahl)

### Kaufman als „der Ausländer“ (Foreign Man)
Für seine Auftritte erfand Kaufman die Figur des „Foreign Man“, einer fiktiven Person von der Insel „Caspia“, einer ebenfalls fiktiven Insel im Kaspischen Meer, die laut Kaufman im Meer versank. Die Figur des „Foreign Man“ war etwas unintelligent gehalten und sprach sehr schlechtes Englisch. Dazu bewegte Kaufman seine Augen wie eine Puppe und sprach mit einer sehr hohen Stimme, die einen starken Akzent aufwies.
Er begann damit, absichtlich schlechte Parodien vorzutragen (z. B. von Richard Nixon und Archie Bunker, der Hauptperson von All in the Family). Ein weiterer Teil seiner Show war der Mighty-Mouse-Song, den er mittels Plattenspieler abspielte und nur eine einzige Zeile mit den Lippen synchronisierte („Here I come to save the day“).
Ein weiteres Beispiel ist seine Parodie des US-Präsidenten Jimmy Carter. Er erzählte dem Publikum, dass er eine Parodie von Jimmy Carter, dem Präsidenten der Vereinigten Staaten machen wolle. Daraufhin sagte er in der völlig gleichen Stimme: „Hallo, ich bin Jimmy Carter, der Präsident der Vereinigten Staaten.“ („Hello, I am Meester Carter, de President of de United States. Thenk you veddy much.“)
Nach dieser Parodie kündigte Kaufman an, als Nächstes eine Parodie von Elvis Presley zu machen. Kaufman drehte sich vom Publikum weg, zog seine Jacke aus, unter der sich ein Elvis-Kostüm verbarg, machte sich die Haare zurecht und ließ ein Elvis-Medley spielen. Kaufman imitierte Elvis dermaßen gut, dass selbst Elvis davon begeistert war.
Bei einer seiner Shows wurde er von George Shapiro entdeckt, der Andy von diesem Zeitpunkt an managte.
Talentsucher des Fernsehsenders ABC sahen Kaufmans Auftritt als „Foreign Man“ und wollten diese Rolle in eine ihrer Shows einbringen.

### Latka Gravas
ABC erfand für Kaufman die Rolle des Latka Gravas, die dem „Foreign Man“ Kaufmans entsprach. ABC gab Kaufman einen mehrjährigen Vertrag und band die Rolle in die Sitcom Taxi ein. Aus dem „Foreign Man“ wurde somit Latka Gravas, konzipiert als etwas unintelligenter ausländischer Automechaniker. Shapiro kostete es Einiges an Überredungskunst, Kaufman für diese Rolle zu begeistern, denn Kaufman selbst mochte weder die Serie noch die Rolle an sich. Er stimmte dem Vertrag schließlich widerwillig zu und knüpfte die Bedingung daran, dass Tony Clifton einige Gastauftritte in der Serie bekam. Die Rolle des Latka machte Kaufman landesweit populär. Eine weitere Bedingung von Kaufman war, dass Latka eine dissoziative Identitätsstörung haben sollte, sodass er so innerhalb der Rolle unterschiedliche Identitäten darstellen konnte, um sein schauspielerisches Potential zu entfalten. Latka durchlief vom unintelligenten Mechaniker bis zum Frauenschwarm fast jede Phase.
Die Rolle des Latka brachte auch einige Nachteile für Kaufman. Bei seinen Auftritten wollten die Zuschauer plötzlich nur noch Latka sehen. Kaufman war darüber sehr aufgebracht und revanchierte sich beim Publikum, indem er aus dem Roman Der große Gatsby vorlas. Nach einigen Zeilen fragte er sein Publikum: „Wollt ihr, dass ich weiterlese, oder lieber einer Schallplatte lauschen?“ Das Publikum rief natürlich nach der Schallplatte, da sie das Mighty-Mouse-Lied erwarteten. Stattdessen war auf der Schallplatte eine von Kaufman gesprochene Version von Der große Gatsby zu hören.
Kaufmans Lesungen – er las oft den gesamten Roman – dauerten oft bis zum Morgengrauen und waren nicht nur für sein Publikum, sondern auch für ihn selbst anstrengend.
Kaufman bezeichnete sich selbst nicht als Komiker, sondern versuchte, seine Auftritte entgegen den Erwartungen der Zuschauer zu gestalten.

### Tony Clifton
Um richtig Dampf ablassen zu können, erfand Kaufman die Rolle des Nachtklubsängers Tony Clifton. Clifton trat oft im Vorprogramm von Andy Kaufmans Show auf, hatte aber auch eigene Auftritte in den gesamten USA. Clifton schikanierte und beleidigte sein Publikum und sang zudem oftmals in den falschesten Tönen. Clifton pickte sich zumeist einen Zuschauer heraus, den er beleidigte und demütigte. Keiner vom restlichen Publikum wusste, dass dieser Zuschauer Kaufmans Freund und Co-Autor Bob Zmuda und dies alles nur inszeniert war.
Lange Zeit wussten die Medien nicht, dass Tony Clifton von Kaufman gespielt wurde. Clifton wurde von den Medien im Rahmen der Kaufman-Shows immer wieder interviewt, als sie Andys Namen erwähnten, begann Clifton über ihn zu schimpfen und ihn zu verunglimpfen und behauptete zudem, dass er der eigentliche Star sei und Kaufman ihn nur benutze, um reich zu werden.
Gerüchte häuften sich, dass Kaufman und Clifton dieselbe Person waren. Viele Veranstalter buchten danach nur noch Clifton für ihre Shows, da dieser wesentlich billiger zu bekommen war als Kaufman und sie sich dachten, sowieso Kaufman zu bekommen. Ab diesem Zeitpunkt schlüpfte nicht mehr Kaufman, sondern Bob Zmuda oder Kaufmans jüngerer Bruder Michael in die Rolle von Tony Clifton. Kaufman trat zumeist als Gast in Cliftons Show auf und das Publikum reagierte verwundert, da es der Meinung war, Kaufman stehe als Tony Clifton auf der Bühne. Meist endete der Auftritt darin, dass Tony Andy von der Bühne jagte und behauptete, er zerstöre die Show.
ABC hatte Kaufman zugesichert, dass Clifton in der Fernsehserie „Taxi“ einen Gastauftritt absolvieren durfte. Da Clifton allerdings während der Dreharbeiten zu randalieren begann, musste er von mehreren Sicherheitskräften vom Studiogelände entfernt werden.

## Wrestling
Eine Zeit lang betrieb Kaufman Wrestling. Allerdings trat er nicht gegen Männer, sondern ausschließlich gegen Frauen an. Seine Kämpfe fanden immer in Memphis statt.
Kaufman ging dabei immer wieder nach demselben Muster vor. Er stieg in den Ring und beleidigte die Frauen im Publikum mit frauenverachtenden Sprüchen. Er wollte das Publikum damit anheizen, wie er selbst sagte. Daraufhin bot er jener Frau, die fähig wäre, ihn zu besiegen, 1000 US-Dollar an. Da er keinen Kampf verlor, bezeichnete er sich selbst als Weltmeister des zwischengeschlechtlichen Wrestlings.
Um das Publikum weiter gegen sich aufzubringen, begann er nach einigen Kämpfen, die gesamten Südstaatler zu beleidigen, was ihm noch mehr Ärger einbrachte und ihn ziemlich unbeliebt machte.
Bei einem weiteren Kampf bot er an, die Frau, die ihn besiegen konnte, zu heiraten. Aus dem Publikum meldete sich Lynne Margulies, die gegen ihn kämpfen wollte. Da trat der professionelle Wrestler Jerry Lawler ihr entgegen, der behauptete, dass Margulies die Freundin Kaufmans und dieser Kampf nur inszeniert sei – was auch tatsächlich stimmte. Lawler wollte selbst gegen Kaufman kämpfen, da dieser Memphis, die Südstaaten und den gesamten Wrestling-Sport beleidigt hatte. Kaufman akzeptierte daraufhin den Kampf, der am 5. April 1982 stattfand. Dabei verletzte Lawler Kaufman so schwer, dass dieser bewusstlos in ein Krankenhaus gebracht werden musste. Zeitungsmeldungen sprachen sogar von einem Genickbruch.
In der Show von Andys Freund David Letterman (worin Andy mit Halskrause auftrat) entschuldigte sich Andy bei Lawler und sagte, dass er den „bösen Wrestler“ nur gespielt habe. Lawler und Andy begannen vor laufender Kamera abermals zu streiten und Lawler streckte Kaufman zu Boden. Daraufhin rannte Kaufman aus dem Studio, kam kurze Zeit später fluchend wieder zurück und warf Lawler die derbsten Schimpfwörter an den Kopf. Zum Abschluss übergoss er Lawler mit heißem Kaffee und rannte davon.
Erst 1995 stellte sich heraus, dass auch die Auftritte von Andy und Jerry Lawler nur inszeniert und die beiden gute Freunde waren. Andy war damals nichts passiert. Auch der Streit bei Letterman war nur inszeniert. Jerry Lawler bestätigte dies in seiner 2002 erschienenen Biographie "It's good to be the king… sometimes". Lawler und Kaufman hatten das Publikum viele Jahre hinters Licht geführt. Die Verletzung, die sich Kaufman im Kampf gegen Lawler zugezogen hatte, erwies sich nach Angaben der zuständigen Ärzte des St. Francis Hospitals allerdings als echt.

## Bekannte Shows von Kaufman

### Milch und Kekse
Kaufmans größter Traum war es, in der Carnegie Hall aufzutreten. Diesen Traum verwirklichte er 1979. Zu Beginn der Show stellte er dem Publikum seine Großmutter vor, welche die Show ebenfalls verfolgte. Erst gegen Ende der Show stand die Großmutter auf, riss sich die Maske vom Gesicht und entpuppte sich als der Komiker Robin Williams. Für Aufsehen sorgte auch der Auftritt von Eleanor Cody Gould, die auf der Bühne einen Herzinfarkt und ihren Tod vortäuschte. Ein Arzt aus dem Publikum konnte ihr nicht helfen. Da kam Kaufman als Indianer verkleidet auf die Bühne, führte einen Tanz auf und Gould erwachte wieder zum Leben. Die Show hatte zahlreiche Gaststars aufzubieten, selbst der Weihnachtsmann hatte dort einen Auftritt.
Gegen Ende der Show lud Kaufman seine Gäste zu Milch und Keksen ein. Er hatte eigens Busse auffahren lassen, welche die Besucher damit versorgten.

### Andy’s Funhouse
Im Deal mit ABC eingeschlossen war eine eigene Show für Kaufman. Andy’s Funhouse war eine Gemeinschaftsproduktion von Kaufman, Bob Zmuda und Mel Shearer. Zudem gab es zahlreiche Musikstücke zu hören, die Kaufman komponiert hatte. Obwohl das Special schon 1977 produziert wurde, ging es erst 1979 auf Sendung. Eingebunden wurden auch die besten Auftritte von Latka sowie seine Elvis-Imitation. Kaufman trat zudem auch als Howdy Doody auf.
Die Show sorgte jedoch für reichlich Verstimmung bei ABC: Da Kaufman die vertikale Bildstabilität des Fernsehbildes verändert hatte, war ein Flimmern auf den Bildschirmen zu sehen, so dass viele Zuschauer glaubten, ihr Fernseher sei kaputt.

### Die Andy Kaufman Show
Anfang der 1980er Jahre, nach seinen Wrestling-Auftritten, erhielt Kaufman eine eigene Fernsehshow. In dieser versuchte er, die Technik und Innovationen zu nutzen; Hauptbestandteile waren Tätigkeiten, die mit seiner „Magischen Wand“ (der BlueWall) zu tun hatten. So rannte er minutenlang Treppen auf und ab (die man nicht sehen konnte, da der ganze Raum schwarz war) und er wies sein Publikum an, aus der Küche gewisse Gegenstände zu holen, um mit ihm zusammen Spaß haben zu können. Tony Clifton hatte als Puppe ebenfalls Auftritte.
Auch diese Show beendete er, wie viele seiner Auftritte, immer mit einem selbst komponierten und gesungenen Lied (Friendly World oder One more Song for you).

## Auftritte bei Fernseh-Shows
Kaufman trat zum ersten Mal 1975 in Saturday Night Live auf. Insgesamt wurden daraus über die Jahre 16 Auftritte, bis er aufgrund seiner Wrestling-Auftritte dort vom Publikum abgewählt wurde.
Ein weiterer Fixpunkt in seinen Fernsehauftritten war die Show seines Freundes David Letterman. Dort trat er zunächst öfter in der David Letterman Show auf, ab 1981 folgten insgesamt elf Auftritte in Late Night with David Letterman. Ebenso war er in der Tonight Show ein gern gesehener Gast und er trat in vielen weiteren US-Shows auf.
Sein Debüt als Schauspieler gab Kaufman 1976 im Film God told me to, in dem er einen Polizisten spielte.

### Kaufman beiFridays
Kaufman wurde von ABC für deren Live-Show Fridays verpflichtet, eine Show, in der Live-Sketche gespielt wurden. Kaufmans Sketch spielte in einem Restaurant mit drei Schauspielerkollegen. Geplant war, dass Kaufman sich nach einigen Minuten auf die Toilette zurückziehen sollte, um dort Marihuana zu rauchen und „high“ wieder zurückzukommen (natürlich nur gespielt). Kaufman tat dies, kam wirklich mit einem etwas umnebelten Blick von den Toiletten zurück und begann seine Rolle zu spielen – bis er plötzlich abbrach und meinte, er könne das nicht. Er könne niemanden spielen, der einen Joint geraucht habe. Kaufmans Schauspielerkollege Michael Richards (der spätere Darsteller des „Kramer“ aus der Fernsehserie Seinfeld) schnappte sich daraufhin die Texttafeln, auf denen stand, welchen Text die Schauspieler vorzulesen hatten, und warf sie Kaufman auf den Tisch. Dieser übergoss Richards daraufhin mit Wasser. Daraufhin stürmten mehrere ABC-Angestellte auf die Bühne, um eine Schlägerei zu verhindern, die sich später als inszeniert herausstellte.
Kaufman absolvierte zwei weitere Auftritte bei Fridays – einen Soloauftritt und das andere mal agierte er als Gastgeber der Sendung. Hierbei wies er abermals auf den Sketch seines ersten Auftrittes hin und sprach mit dem Publikum über Drogenkonsum und dessen Folgen. Er sprach während der Sendung auch darüber, dass er zum christlichen Glauben gefunden habe, und sang dazu den Gospel Song By and By. Auch dies war eine gezielte Irreführung des Publikums.

## Früher Tod
Kaufman war sein Leben lang Nichtraucher, trank nicht und ernährte sich vornehmlich vegetarisch. Er praktizierte transzendentale Meditation und achtete als deren Anhänger stets auf einen gesunden Lebensstil.
Bei einem Arztbesuch Ende 1983 – seine Familie hatte zuvor Besorgnis über seine ständigen Hustenanfälle geäußert – wurde bei Kaufman eine relativ seltene Form von Lungenkrebs (großzelliges Bronchialkarzinom) diagnostiziert. Von diesem Zeitpunkt bis zu seinem Tod kämpfte er gegen die Krankheit an. Er vertraute der Schulmedizin und unterzog sich einer Chemotherapie, konsultierte allerdings auch alternative Heiler und erhielt Audienz bei Maharishi Mahesh Yogi. Kaufmans letzte Hoffnung Anfang 1984 war eine Klinik auf den Philippinen, die Patienten eine Wunderheilung mit Hilfe einer übersinnlichen Operation versprach (Psychic surgery). Kaufman verbrachte sechs Wochen in dieser Klinik. Sein „Heiler“, sagte Kaufman, habe angeblich einen Großteil seiner Krankheit entfernen können. Dennoch erlag er nur wenige Wochen darauf dem Krebsleiden.
Da er sein Publikum über seine Erkrankung nie aufgeklärt hatte, glaubten viele die Todesnachricht nicht. Viele dachten, es handle sich um einen Scherz von Kaufman. Auch zahlreiche Anrufer bei Radiosendungen bezeichneten seinen Tod als inszeniert.
Ironischerweise sprach Kaufman mit Bob Zmuda öfter darüber, seinen eigenen Tod vortäuschen zu wollen. Bevor er von seiner Krankheit erfuhr, arbeitete er an einem Drehbuch, dessen Hauptfigur Lungenkrebs bekam und ihren Tod vortäuschte.
Kaufman selbst sagte, dass er – wenn er seinen Tod vortäuschen würde – 20 Jahre später wieder zurückkommen würde. Am 16. Mai 2004 veranstalteten somit Freunde von ihm eine Party unter dem Motto: „Welcome Home, Andy“. Allerdings tauchte Kaufman nicht auf.
Nach Kaufmans Tod stellte sich heraus, dass er eine uneheliche Tochter namens Maria hatte. Sie wurde bereits nach ihrer Geburt zur Adoption freigegeben und lernte ihren biologischen Vater nie kennen.

## Theorien über Kaufmans Tod
Da Tony Clifton weiterhin Auftritte absolviert, wurde spekuliert, dass Kaufman seinen Tod nur vorgetäuscht habe. Es heißt allerdings, dass nur noch Bob Zmuda als Tony Clifton auftritt. Theorien gehen so weit, dass sogar behauptet wurde, Jim Carrey sei Andy Kaufman, der seinen Tod vorgetäuscht und sich einer plastischen Operation unterzogen habe. Carrey spielte im Film Der Mondmann die Rolle des Andy Kaufman. Ebenso wundern sich Fans darüber, dass es im Social Security Death Index in den USA keinen Eintrag über Kaufmans Tod gibt. Der Mondmann lässt die Frage offen: Er schließt mit einem Auftritt von Tony Clifton ab, wobei jeder glauben muss, dass Bob Zmuda Tony Clifton verkörpert. Vor dem Abspann kommt allerdings der Schwenk ins Publikum, in dem Bob Zmuda steht.

## Rezeption
Der Film Der Mondmann von 1999 mit Jim Carrey als Andy Kaufman setzte Kaufman ein Denkmal. Dieser war kommerziell gesehen ein Misserfolg. Viele Freunde von Kaufman hatten Gastauftritte, spielten sich allerdings nicht selbst, sondern andere Personen. So spielt etwa George Shapiro einen Barkeeper, während die Rolle des George Shapiro von Danny DeVito übernommen wird, der seinerseits zusammen mit Kaufman in der Sitcom Taxi vor der Kamera stand.
Neben dem Titelsong Man on the Moon enthält der Soundtrack das eigens komponierte Lied The Great Beyond von R.E.M.
Die deutsche Regisseurin Maren Ade bezeichnete 2016 Kaufmans Tony Clifton als Vorbild für die Titelfigur ihres Films Toni Erdmann.